# Bodden Town

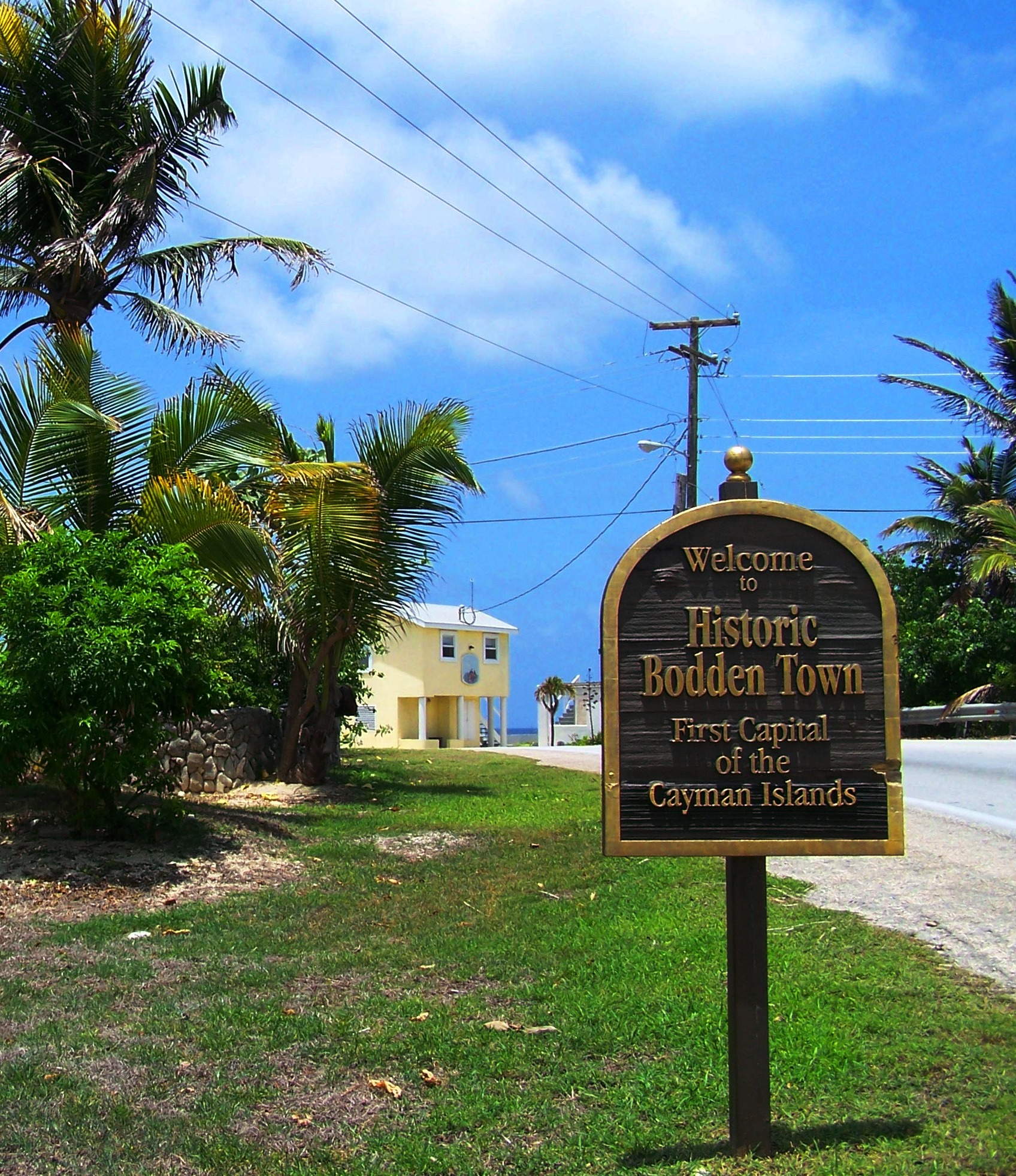
Willkommensschild am Stadteingang

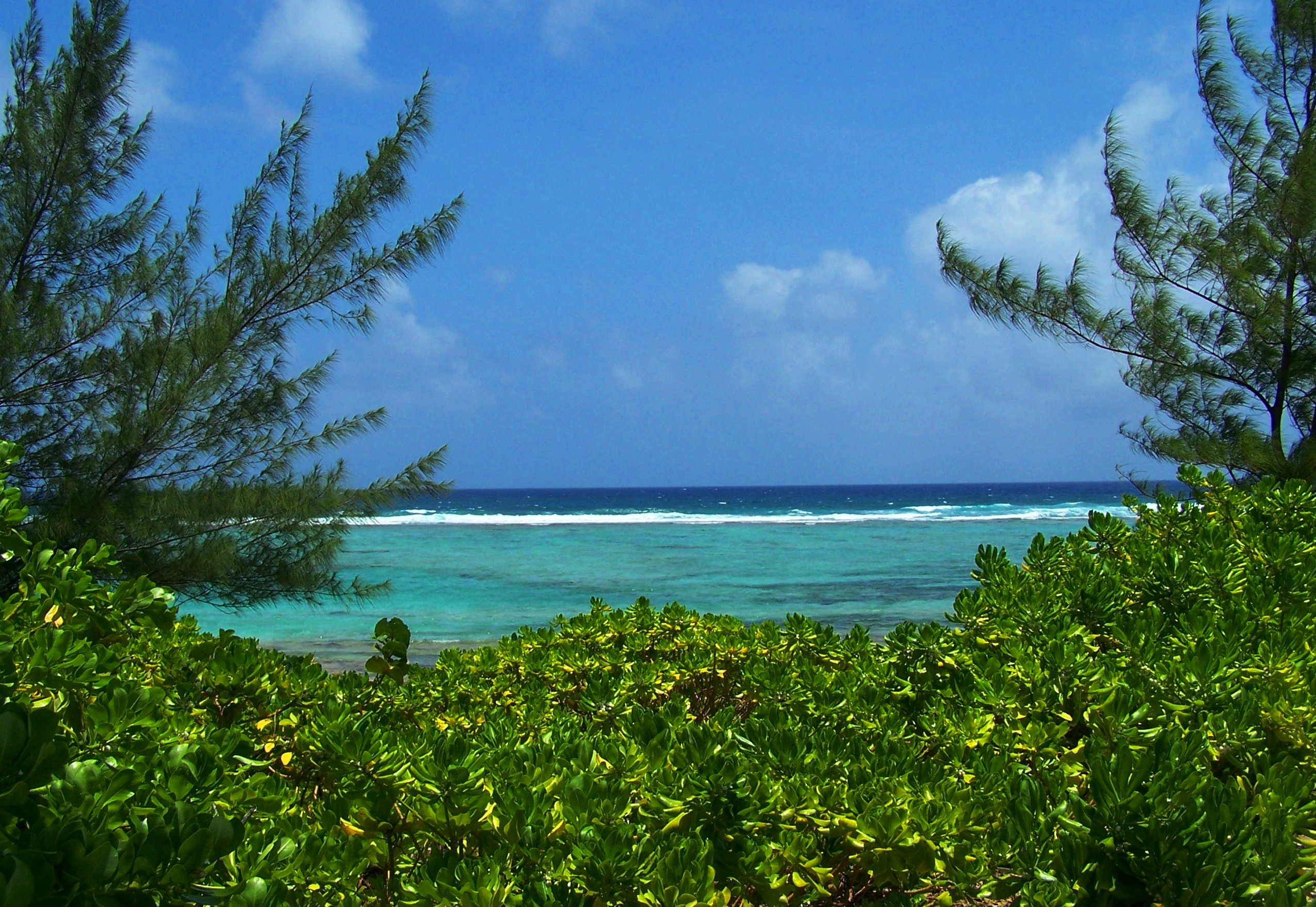
Meerblick von Bodden Town aus

Bodden Town ist eine Stadt mit 10.543 Einwohnern (Stand 2010) auf den Cayman Islands, einem britischen Überseegebiet.
Bodden Town wurde, als erste Siedlung der Insel Grand Cayman, unter dem Namen „South Side“ gegründet. Lange Zeit war sie auch der Regierungssitz der Cayman Islands. Sie lag an einem natürlichen, von einem Korallenriff geschützten Hafen.
Im Jahr 1773 besuchte George Gauld, ein Landvermesser der britischen Marine, die Stadt, die ungefähr zu dieser Zeit in Bodden Town umbenannt wurde. Vermutet wird, dass dies geschah, weil viele Einwohner den Nachnamen Bodden hatten, die eine bedeutende Familie bildeten. Damals lebten hier circa 200 Menschen, etwa die Hälfte der Inselbevölkerung.
Der in Bodden Town residierende Gouverneur William Bodden ließ in seiner Amtszeit von 1798 bis 1823 die ersten Straßen, religiöse Stätten, Forts und Schiffe bauen. Angriffe auf die so geschützte Stadt sind nicht bekannt. In den 1830er Jahren wurde das erste Gefängnis errichtet.
Im Verlauf der Zeit verlor Bodden Town jedoch an Bedeutung. Der Handel der Insel fand nun eher in East End oder an der Hog Sty Bay bei George Town statt, auch weil der Hafen Bodden Towns als Folge mehrerer Hurrikane versandet war.

## Bevölkerungsentwicklung
| Jahr      | 1979 | 1989 | 1999 | 2010   |
| Einwohner | 1594 | 3407 | 5764 | 10.543 |

## Persönlichkeiten
- Shenel Gall (* 1991 in Bodden Town), Fußballnationalspielerin

## Lokalitäten

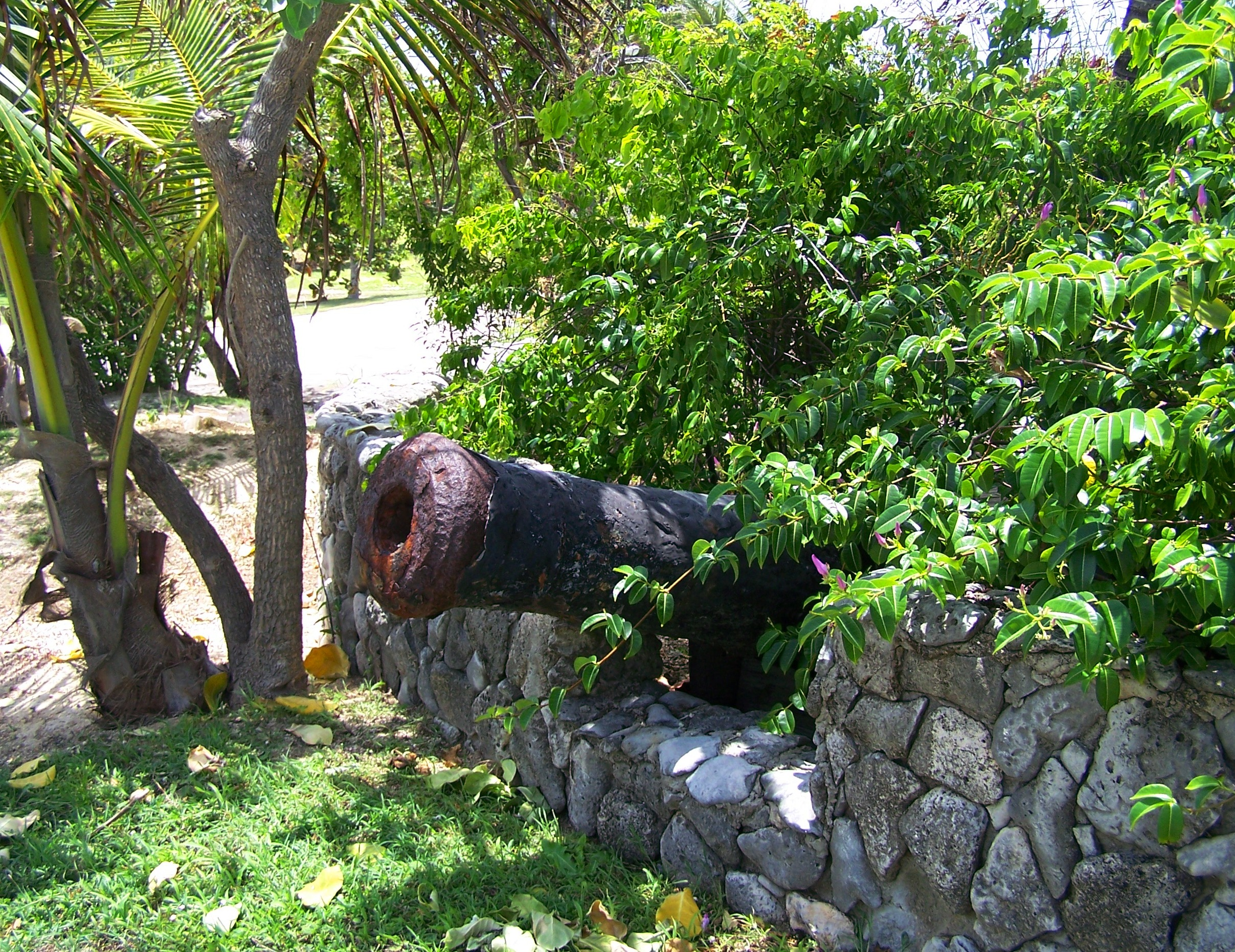
Kanonen beim Guard House

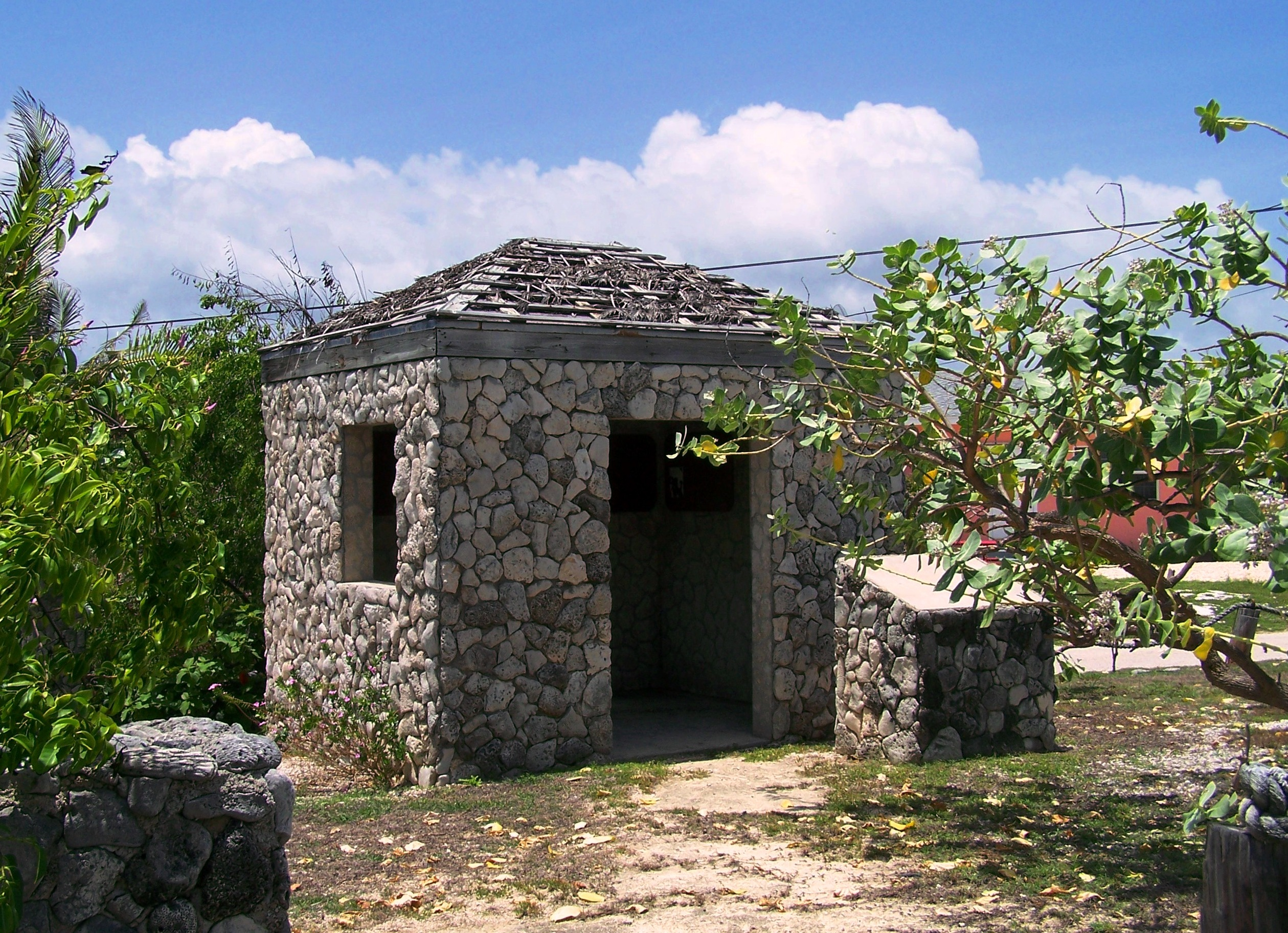
Guard House

In Bodden Town befinden sich unter anderem mehrere Höhlen, die Pirates Caves genannt werden. Außerdem befinden sich hier das historische Mission House und der Guard House Hill, wo ein Wachhaus zur Verteidigung zu Wasser und zu Land stand.

## Sport
Die Stadt unterhält einen eigenen Fußballverein, den 1970 gegründeten Bodden Town FC. Die Heimspiele des Vereins finden im Haig Bodden Stadium statt, das für 1500 Zuschauer ausgelegt ist.